# جوب بيرسون
جوب بيرسون هو قاضي ومحامي وسياسي أمريكي، ولد في 23 سبتمبر 1791 في إيست هامبتون في الولايات المتحدة، وتوفي في 9 أبريل 1860 في تروي في الولايات المتحدة. نشط حزبياً في الحزب الديمقراطي. وقد انتخب عضو مجلس النواب الأمريكي ‏.